# Bejzbolska loptica
Bejzbolska loptica je loptica kojom se igra u bejzbolu, momčadskom sportu. Loptica se sastoji od gumene ili plutene jezgre omotane u predivo prekriveno, riječima Službenih pravila bejzbola, "s dvije trake bijele konjske ili kravlje kože, čvrsto sašivene zajedno." Opsega je 9-9,25 inča (228,60-234,95 mm) i mase od 142 do 149 grama. Predivo ili konac kojim se loptica omotava može biti duljine i do 1600 metara. Neke loptice su prekrivene u nešto poput plastike.
Značajna karakteristika bejzbolske loptice su šavovi koji drže dvije trake kojima je loptica prekrivena zajedno. Nakon što je loptica bačena, ti izbočeni šavovi djeluju kao krila na zrakoplovu, hvatajući vjetar i time prouzrokujući lagano zastranjivanje loptice prema hvataču. Bilo da loptica zastrani udesno, ulijevo, prema dolje ili kombinacija navedenoga te bilo da ona zastrani oštro ili postupno, ovisno o smjeru i brzini, šavove zavrti bacač.

## Pregled
Jezgre s uloženim drvetom je patentirao, krajem 19. stoljeća, proizvođač sportske opreme Spalding, tvrtka koju je osnovala bivša bejzbolska zvijezda A. G. Spalding. Tijekom Drugog svjetskog rata, korištene su jezgre iz golfskih loptica zbog ratnih ograničenja upotrebe domaćih resursa. Zadnjih godina, razni sintetski materijali su korišteni za izradu loptica; međutim, one su obično smatrane slabije kvalitete te nisu korištene u MLB-u. Korištenje različitih tipova materijala ima učinak na let lopte. Općenito, čvršće omotane lopte će se odbiti od palice brže i time letjeti dalje. Pošto su današnje loptice omotane čvršće nego prijašnjih godina, ponajviše doba "mrtvih lopti" (dead-ball) koje je prevladavalo 1920-ih, ljudi često za njih govore da su "iscijeđene (juiced)." Visina šavova također utječe na to koliko će bacač dobro baciti loptu. Uobičajeno je da u Malim ligama i kroz fakultetske lige loptice imaju primjetno više šavove nego one u profesionalnim ligama.
U ranim godinama sporta, samo je jedna loptica obično korištena u svakoj utakmici, osim ako je bila previše oštećena za korištenje; loptice koje su završile u tribinama su kupili zaposlenici momčadi kako bi se vratile nazad u igru, što se i danas radi u većini drugih sportova. Tijekom utakmice, tipična loptica bi izgubila svoju boju zbog prašine, a često i zbog insekticida na bazi duhana te drugih stvari koje primjene igrači; oštećenja bi se također pojavila, prouzrokujući tanke rascjepe i puknuća šavova. Međutim, nakon smrti udarača Raya Chapmana od udarca bačenom lopticom u glavu, vjerojatno zato što mu je bilo otežano vidjeti lopticu za vrijeme sumraka, napori su poduzeti u zamjenjivanju prljavih ili dotrajalih loptica.
1909. godine je sportski velikaš i bivši igrač Alfred J. Reach patentirao jezgru od sjemena američke tropske palme iz Paname te predložio kako bi ona bila čak i bolja u bejzbolskoj loptici od plutene jezgre. Međutim, predsjednik Philadelphia Athleticsa Benjamin F. Shibe, koji je izumio i patentirao lopticu s plutenom jezgrom, je komentirao: "Veselim se uvođenju loptice s 'jezgrom od sjemena američke tropske palme' u lige baš kao i uvođenju bejzbolske palice od armiranog betona i bejzbolskim bazama okovanim čeličnim šiljcima." Obje lige su uvele Shibeove loptice s plutenom jezgrom 1910. godine.
Službenu lopticu MLB-a proizvodi Rawlings u svojim tvornicama na Costa Rici. Rawlings je postao službeni opskrbljivač MLB-u 1977. godine, nasljedivši Spalding koji ih je opskrbljivao službenim lopticama stotinu godina. Tradicionalno, lopta je bila prekrivena s konjskom kožom tijekom 1973. godine, ali, zbog nestašice zaliha, 1974. su se loptice počele omatati kravljom kožom. Pokušaji da se proizvodnja automatizira nikad nisu bili potpuno uspješni, što je razlog zašto se ručno izrađene loptice i dalje koriste. Sirovine se uvoze iz Sjedinjenih Država, sklapaju u bejzbolske loptice te isporučuju nazad.
Tijekom 20. stoljeća, MLB je koristio dvije tehnički identične, ali različito označene loptice. Američka liga je imala oznaku "Official American Leauge" i potpis predsjednika Američke lige plavom tintom, dok su loptice Nacionalne lige imale oznaku "Official National Leauge" i potpis predsjednika Nacionalne lige u crnoj tinti. Prema Bobu Felleru, 1930-ih, kad je on bio početnik u Nacionalnoj ligi, šavovi bejzbolskih loptica su bili crni i isprepleteni crvenima; loptice Američke lige su imale plavo-crvene šavove. 2000. godine, MLB je reorganizirao svoj sastav kako bi eliminirao pozicije predsjednika lige te specifikacije lopte izjednačio za obje lige. Pod trenutnim pravilima, loptica MLB-a ima masu između 141 i 149 grama te je opsega od 23 i promjera od 7 centimetara. 108 je dvostrukih šavova na bejzbolskoj loptici (za koje neki ljudi govore 216 šavova).
Danas, nekoliko tuceta bejzbolskih loptica se koriste u tipičnoj profesionalnoj utakmici, zbog ogrebotina, gubitka boje i nepoželjnih tekstura do kojih može doći tijekom igre. Loptice izbačene iz terena za značajne prigode (obaranje rekorda ili osobni razlozi) se često traže nazad od onoga koji ih uhvati ako ih već nije svojevoljno donirao. Obično im igrači daju potpisane palice i/ili druge potpisane stvari u razmjenu za posebnu lopticu.
Svaka momčad u MLB-u bejzbolske loptice riba od posebno blato prije nego što ih njihovi bacači koriste u igri.

## Poznate loptice
Nekoliko je povijesnih primjera ljudi koji hvataju ili pokušavaju uhvatiti bejzbolske loptice:
- Loptica koju je Mark McGwire udario za svoj 70. home run tijekom bejzbolske sezone u 1998., time postavivši novi rekord, je prodana obožavatelju Toddu McFarlaneu na aukciji za 3.2 milijuna američkih dolara.
- Larry Ellison, ne treba ga brkati s istoimenim softverskim poduzetnikom, poznato je preuzeo obje Barryjeve Bondsove loptice sa 660. i 661. home runa.
- Steve Bartman se umiješao u igru pokušavajući uhvatiti prekršajnu loptu (foul ball) te zbog toga Chicago Cubs nije uhvatio out koji bi spriječio Florida Marlinsu postizanje 8 bodova u toj devetini tijekom 2003 NLCS-a (rezultat utakmice je bio 8:3 za Marlinse). Lopte se dograbio odvjetnik Cubsa te ju prodao na aukciji u prosincu 2003. Grant DePorter ju je kupio za $113 824.16 u ime Restoranske grupe Harryja Carayja. 26. veljače 2004. je lopta javno eksplodirala u postupku kojeg je dizajnirao obožavatelj Cubsa i dobitnik Oscarove nagrade za specijalne efekte Michael Lantieri. 2005. godine je restoran ostatke lopte iskoristio za umak za tjesteninu. Iako niti jedan dio lopte nije bio u umaku, lopta je prokuhana u vodi, pivu, vodki i ljekovitim biljkama te su njene pare kondenzirane i dodane završnoj smjesi.[6]
- Barryjev Bondsov 73. home run sezone u 2001. godini. Bio je to zadnji home run njegove povijesne, rekordne sezone u kojoj je oborio Markov McGwireov jednosezonski rekord u home runovima. Oko vlasništva lopte se sporilo te je ono završilo između dvoje ljudi koji su tvrdili da su uhvatili lopticu. Priča je postala dokumentarcem, Dostupno svima.
- Barryjev Bondsov rekordan 756. home run, koji je oborio Hankov Aaronov rekord, je uhvatio navijač New York Metsa u 2007. godini.
- Derekov Jeterov 3000. udarac, home run, je uhvatio navijač New York Yankeesa koji je poklonio lopticu Yankeesima za što je nagrađen s oko 70 000 dolara vrijednim poklonima i suvenirima.[7]
- Rogerov Marisov 61. jednosezonski home run je goloruk uhvatio vozač kamiona. Lopta je prodana za 5 000 dolara.[8]

## Vanjske poveznice
- Trening bejzbola
- Kako su bejzbol lopte proizvedene